# Альошкино (Федоровський район)
Альо́шкино (рос. Алёшкино, башк. Алешкин) — село у складі Федоровського району Башкортостану, Росія. Входить до складу Гончаровської сільської ради.
Населення — 240 осіб (2010; 286 в 2002).
Національний склад:
- мордва — 79%